# Ґміна Снєтніца
Ґміна Снєтніца (пол. Gmina Śnietnica) — об'єднана сільська ґміна Горлицького повіту Краківського воєводства Польської республіки у 1934–1939 роках. Центром ґміни було село Снітниця.
Ґміну Снєтніца утворили 1 серпня 1934 року у межах адміністративної реформи в ІІ Речі Посполитій із тогочасних сільських ґмін: Баниця, Брунари Вишні, Білична, Брунари Нижні, Чорна, Чертижне, Ізби, Яшкова, Снітниця, Ставиша. Налічувалося 733 житлові будинки.
На 1 січня 1939 року у ґміні було майже суцільно українське населення — з 4915 осіб було 4710 українців-греко-католиків, 20 українців-римокатоликів, 105 поляків і 100 євреїв.